# Avions Voisin C12
L’Avions Voisin C12 est une automobile française produite à soixante exemplaires par le constructeur Avions Voisin de 1926 à 1933. Munie d’un moteur à six cylindres en ligne, elle est proposée à l’époque en sept carrosseries différentes, ou sous forme de châssis nu. Il n’en subsiste plus que deux exemplaires en 2020, dont un seul muni de sa carrosserie.

## Technique
La Voisin C12 est propulsée par un six cylindres en ligne sans soupapes à chemises louvoyantes de 4 530 cm3 de cylindrée,  avec un alésage de 86 mm pour une course de 130 mm. Développant la puissance de 105 ch (soit une puissance fiscale de 24 CV), son alimentation en carburant est assurée par un carburateur Zénith. L’allumage est à Delco ; le liquide de refroidissement est mis en circulation grâce à un système alliant pompe et thermosiphon. L’embrayage multidisque transmet la puissance à la boîte de vitesses à quatre rapports (plus une marche arrière), qui est transmise aux roues arrière selon l’architecture classique à propulsion. La vitesse maximale se monte à 150 km/h.

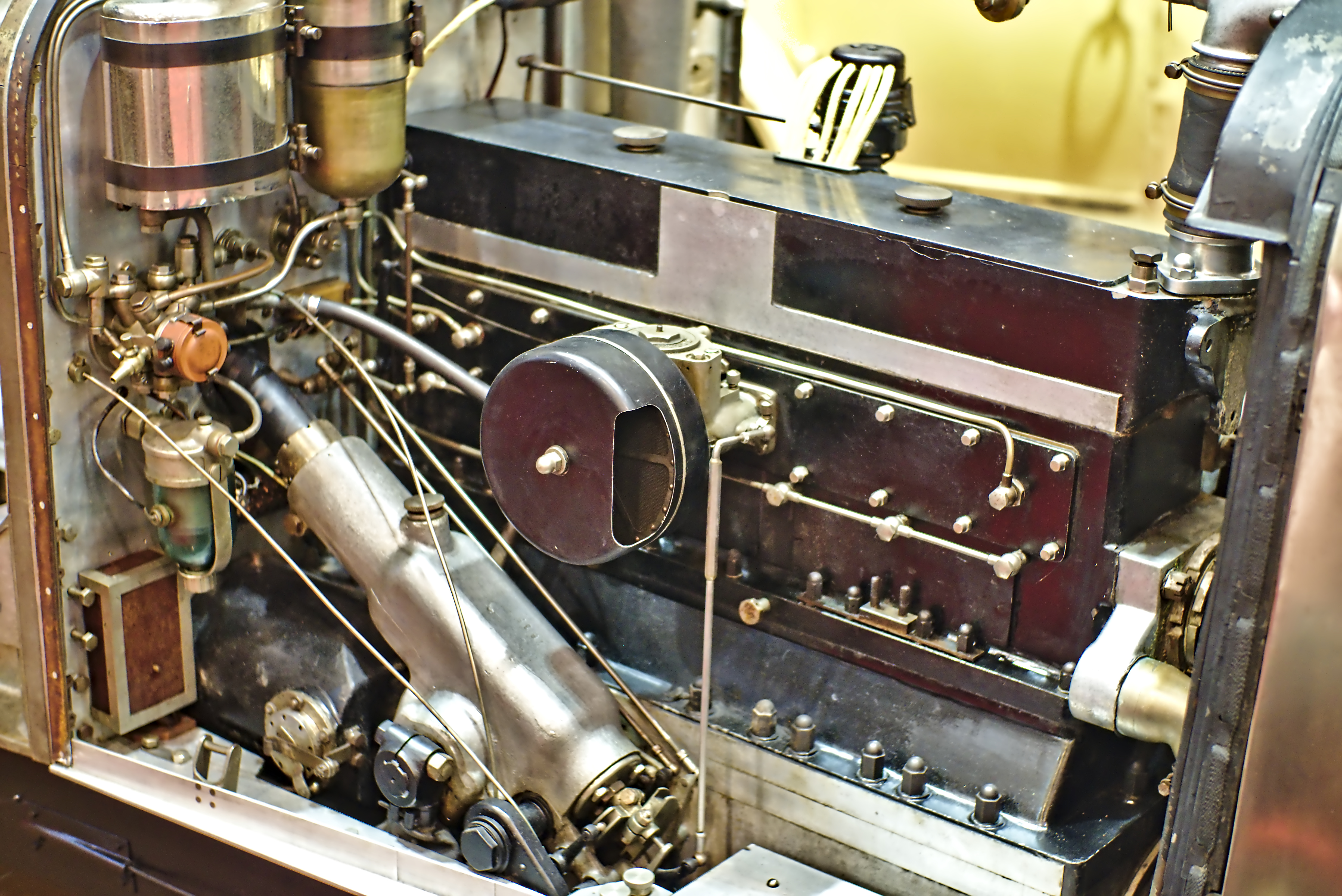
Le six-cylindres de la Voisin C12

Le châssis, codé « Chassible » dans la nomenclature de l’usine, est réalisé en tôle emboutie et supporte, outre le moteur et la transmission, des suspensions à ressorts à lames semi-elliptiques aux quatre roues. Les freins sont à tambours aux quatre roues également. Il accueille en son centre deux réservoirs de carburant, placés là pour garantir l’équilibre de la voiture. Le poids du châssis équipé, sans carrosserie, s’élève à 2 200 kg.
L’usine propose la C12 soit sous forme de châssis nu, à confier par le client au carrossier de son choix, soit avec diverses carrosseries d’usine, qui évoluent selon les années. À sa mise sur le marché, fin 1926, seul le châssis nu est proposé. En 1927, deux carrosseries sont proposées, une berline à quatre places nommée « Chartula » et une conduite intérieure à sept places nommée « Chartreuse ». Lors du Salon de l’automobile de Paris 1928, deux nouvelles carrosseries sont proposées, nommées « Charibert » et « Charinda ». En 1930, les carrosseries proposées par l’usine sont une berline de cinq places nommée « Chevauchée », une berline allongée à six places appelée « Chevreuse », un coupé à deux ou trois places baptisé « Châtelaine », et une limousine à sept places dite « Caravane ». En 1931, il ne reste plus que trois carrosseries d’usine au catalogue : la berline « Chartreuse » à cinq places, la demi-berline « Chartre » à quatre places, et la berline allongée « Chartrain » à sept places. En 1932, toutes les carrosseries proposées offrent sept places, la berline « Chevreuse » comme la limousine « Caravane » ou le coupé-limousine — ou coupé-chauffeur, où le toit ne recouvre que les passagers, le chauffeur étant à l’air libre — « Chevance ». La production du modèle se termine en 1933 de la même façon qu’elle avait commencé, avec le seul châssis nu « Chassible ».

## Historique

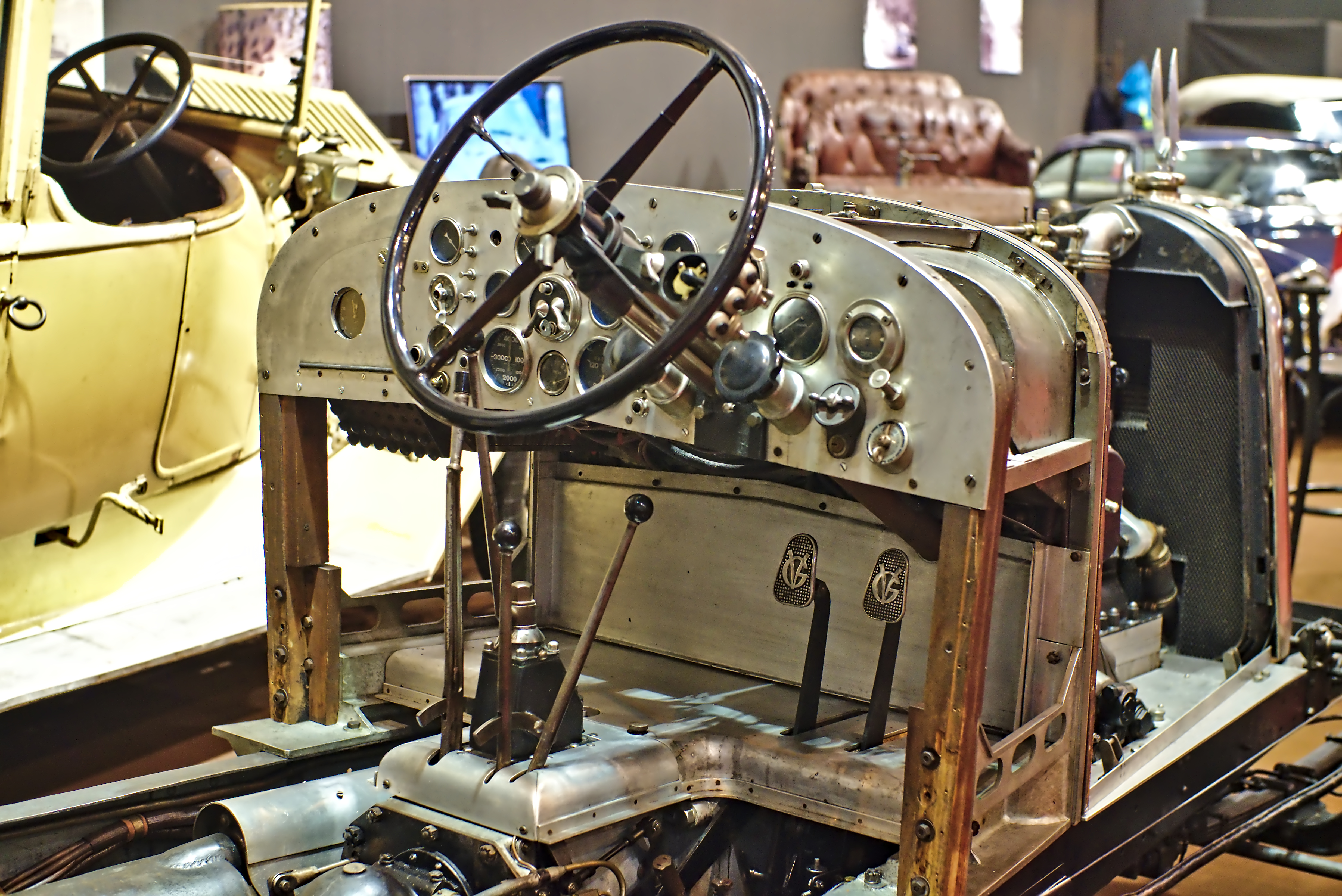
Tableau de bord de Voisin C12

Présentée pour la première fois fin 1926, l’Avions Voisin C12 est vendue à soixante exemplaires jusqu’à son retrait du catalogue de la marque en 1933. Elle ne connaît pas d’évolution technique entre 1930 et 1933, les seuls changements concernant les carrosseries proposées.
En 2020, il n’en subsiste plus que deux exemplaires, un troisième châssis connu, abandonné en pleine nature, ayant finalement disparu. 
Le premier de ceux-ci est un châssis nu avec coffre-fort intégré « Chassible » de 1927, n’ayant jamais été carrossé,. Il est conservé à Genève.
Le second exemplaire survivant a également été vendu comme châssis nu en 1926 à une Parisienne, qui le fait carrosser en Torpédo par René Duvivier à Levallois-Perret. Vendue en 1933, la voiture passe au Royaume-Uni où elle reste par la suite, bénéficiant d’une restauration complète qui se termine en 2004. Le 5 septembre 2015, elle est vendue aux enchères par Bonhams pour 219 900 £ (équivalent à 244 000 €), frais inclus.